# Braha (Čajniče, BiH)
Braha je naseljeno mjesto u općini Čajniču, Republika Srpska, BiH. Nalaze se uzvodno od Batotića na zapadnoj obali rječice koja se ulijeva u rječicu Janjinu.
Godine 1985. pripojena je naselju Batotićima (Sl.list SRBiH, br.24/85).

## Stanovništvo
| Narod     | Popis 1961. | Popis 1971. | Popis 1981. |
| --------- | ----------- | ----------- | ----------- |
| Hrvati    |             |             |             |
| Muslimani | 12          | 8           |             |
| Srbi      | 107         | 61          | 56          |
| ostali    |             | 1           | 2           |
| Ukupno    | 119         | 70          | 58          |